# مدرسه احمدیه
مدرسه احمدیه  مربوط به دوره پهلوی اول است و در بم، خیابان طباطبایی، کوچه قاضی واقع شده و این اثر در تاریخ ۲۷ مرداد ۱۳۸۲ با شمارهٔ ثبت ۹۵۷۰ به‌عنوان یکی از آثار ملی ایران به ثبت رسیده است.